# KLab
KLab株式会社（クラブ、英: KLab Inc.）は、携帯電話向けゲーム事業を中核とする日本の情報通信事業会社。コンピュータエンターテインメント協会・日本オンラインゲーム協会正会員。ソーシャルゲームの開発・運営や受託開発などを主業とする。

## 来歴
- 2000年（平成12年）
  - 1月 - サイバードの研究・開発部門として、ケイ・ラボラトリーが発足[5]。
  - 8月 - 株式会社ケイ・ラボラトリー設立[5]。
- 2002年（平成14年）4月 - 九州工業大学の学生で構成される九州飯塚ラボ（現・福岡事業所）、慶應義塾大学湘南藤沢キャンパスの学生で構成されるSFC前ラボを設立、慶應義塾大学SFC研究所と共同研究契約を締結[5]。
- 2003年（平成15年）8月 - 大阪市に西日本支社（現・大阪事業所）を設立[5]。
- 2004年（平成16年）
  - 9月 - USENおよびサイバードと携帯電話事業で業務提携[5]。
  - 11月 - KLab株式会社に社名変更。USENの連結子会社となる[5]。
- 2005年（平成17年）1月 - 電子金券開発株式会社に資本参加[5]。
- 2007年（平成19年）2月 - USENが持ち株全てをSBIホールディングス、および子会社SBIインベストメントの運営するファンドに売却[5]。
- 2009年（平成21年）12月10日 - ソーシャルゲーム開発子会社KLabGamesを設立[5]
- 2010年（平成22年）9月 - KLabGames株式会社を吸収合併[5]
- 2011年（平成23年）9月27日 - 東京証券取引所マザーズに上場[5]
- 2012年（平成24年）5月18日 - 東京証券取引所一部に上場[5]
- 2014年（平成26年）
  - 2月4日 - 中国・シャンダゲームズと業務提携[6]。
  - 2月6日 - 韓国・NHN（現・ネイバー）と業務提携[7]。
- 2015年（平成27年）8月 - イベント事業、ライセンス事業を行う100%出資子会社・KLab Entertainment株式会社を設立[8]。
- 2016年（平成28年）
  - 11月8日 - 日本食・文化を海外に展開する子会社KLab Food&Culture株式会社を設立[9][10]。
  - 11月20日 - 同月11日の主催イベント「CLASSIC ROCK AWARDS 2016」に出演したジミー・ペイジが演奏に参加しなかった問題で、希望する観客へのチケット代返金対応を発表[11]。
  - 12月19日 - KLab Food&Cultureが中国・上海にテーマパーク「ラーメンアリーナ（拉麺競技館）」1号店をオープン[9][10]。
- 2017年（平成29年）
  - 3月8日 - イベント事業撤退を発表[12][13]。
  - 12月22日 - 共同開発中のゲーム「MIRRORS CROSSING」の配信・運営に関する全ての権利を株式会社マグノリアファクトリーへ譲渡[14][注 1]。
- 2018年（平成30年）2月9日 - 非ゲーム事業の整理を発表。KLab Food&Cultureの全株式をフードマーケティングアジア社に譲渡[15]
- 2019年（平成31年/令和元年）
  - 3月21日 - 真田哲弥が社長を退任し、取締役会長に就任。後任として専務取締役CCO[注 2]だった森田英克が代表取締役社長CEOに就任[16][17]。
  - 11月20日 - シンガポールの100％出資連結子会社KLab Global Pte. Ltd.を解散及び清算[18]。
- 2020年（令和2年）
  - 2月12日 - 熊本県PRキャラクター「くまモン」を使用したゲーム開発に関するグローバルライセンス契約を締結[19]
  - 4月24日 - 株式会社ぴえろとの資本業務提携。[20]
  - 7月31日 - 岡山事業所を株式会社まかねソフトとして分社化。翌8月1日付で同社の全株式をさくらソフトへ譲渡[21]。
  - 8月6日 - Electronic Artsと業務提携。[22]
- 2021年（令和3年）4月12日 - カジュアルゲームの開発をする「グローバルギア」を完全子会社化。[23]
- 2022年（令和4年）3月24日 - Web3関連事業を管轄する子会社「BLOCKSMITH&Co.」を設立し、ブロックチェーン関連事業に参入。[24]
- 2024年（令和6年）4月1日 - グループ傘下のKLab Venturesを解散および清算[25]。
- 2025年（令和7年）3月27日 - 株主総会において、現社長の森田英克氏の再任が否決され、真田哲弥が社長復帰

## 開発実績
※太字はKLabにより現在もサービスが継続されているタイトル。
2009年
- 恋してキャバ嬢

2011年
- キャプテン翼 〜つくろうドリームチーム〜
- 三国レジェンド
- テイルズ オブ キズナ（運営元：バンダイナムコゲームス）

2012年
- 真・戦国バスター
- 神壊のレクイエム
- 幽☆遊☆白書 〜魔界統一最強バトル〜
  - 幽☆遊☆白書 〜100%中の100%バトル〜
- 戦国BASARA カードヒーローズ（運営元：カプコン）
- Lord of the Dragons（初の海外専用タイトル）
- アークソウル
- SLAM DUNK 〜目指せ!最強チーム!!〜（運営元：DeNA / 東映アニメーション）

2013年
- ドラゴングランド 〜モンスターと勇者たち〜
- ラブライブ! スクールアイドルフェスティバル（運営元：ブシロード）
- GIGABOT WARS（海外専用タイトル）
- カタテマクエスト
- Eternal Uprising
- Rise to the Throne
- プロ野球グランドスラム
- Eternal Uprising: End of Days

2014年
- 天空のクラフトフリート
- Crystal Casters（海外専用タイトル）
- かぶりん！
- ファンタジックイレブン
- テイルズ オブ アスタリア（運営元：バンダイナムコエンターテインメント）
- クリスタルファンタジア

2015年
- BLEACH Brave Souls
- Glee Forever!
- パズルワンダーランド
- Age of Empires: World Domination

2017年
- キャプテン翼～たたかえドリームチーム～
- うたの☆プリンスさまっ♪ Shining Live（運営元：ブロッコリー）

2018年
- 幽☆遊☆白書 100%本気（マジ）バトル（共同開発：アクセルゲームスタジオ→オルトプラス[26]）

2019年
- 禍つヴァールハイト（Android・iOS用スマートフォンアプリ）[27]
- ラブライブ! スクールアイドルフェスティバル ALL STARS（運営元：ブシロード / サンライズ）→2022年1月6日付で配信をブシロード（海外版はブシロード子会社であるBushiroad International Pte. Ltd.）に、開発・運営をマイネットゲームスに移管

2020年
- テイルズ オブ クレストリア（運営元：バンダイナムコエンターテインメント、共同開発：バンダイナムコスタジオ / トライエース）

2021年
- ラピスリライツ 〜この世界のアイドルは魔法が使える〜（共同開発：盛趣遊戯）

2023年
- カナヘイの小動物 ビスケ&うさぎの小旅行

2024年
- EA Sports FC Tactical（共同開発：Electronic Arts）
- BLEACH Soul Puzzle（配信[28]）

## 支援モデル実績
日本のIP保有者からKLabがゲーム化権のライセンスを受託し、海外の開発会社と合同でゲームを運営・開発するモデルを指す。
2019年
- BLEACH 境・界-魂之觉醒:死神（共同開発：崑崙）

日本では『BLEACH Soul Rising』のタイトルで2020年に配信開始した。
2022年
- 東方アルカディアレコード（共同開発：DOBALA GAMES、配信元：DAMO Games）
- 天元突破紅蓮螺巖（共同開発：WANDA CINEMAS GAMES、Aniplex（Shanghai））

## 参加作品

### テレビアニメ
- Lapis Re:LiGHTs（2020年、原作・制作）
- 禍つヴァールハイト -ZUERST-（2020年、原作・制作）
- ラブライブ!虹ヶ咲学園スクールアイドル同好会（2020年 - 2023年、オリジナルキャラクターデザイン[29]） - 2シリーズ、OVA[一覧 1]

### 音楽原作プロジェクト
- アオペラ -aoppella!?-（2021年 - 2023年6月1日[30][注 3]、原作）